# Langhagensee (Lärz)
Der Langhagensee ist ein See im Gemeindegebiet Lärz im Süden des Landkreises Mecklenburgische Seenplatte etwa zehn Kilometer südwestlich von Mirow in Südostmecklenburg. Nördlich des Sees verläuft die Straße Sewekow − Buschhof. Der See grenzt mit seinem West- und Südufer an das Land Brandenburg. Die maximale Länge und Breite des in etwa dreieckigen Sees ist mit ungefähr einem Kilometer fast identisch. Das Gewässer ist bis auf eine markante Insel im Nordosten wenig gegliedert. Das Ufer ist fast komplett bewaldet. Lediglich die nordöstliche Uferzone ist mit Bungalows und Bootshäusern bebaut. Am Westufer befindet sich in wenigen hundert Metern Entfernung die Siedlung Sewekow, die zu Brandenburg gehört.

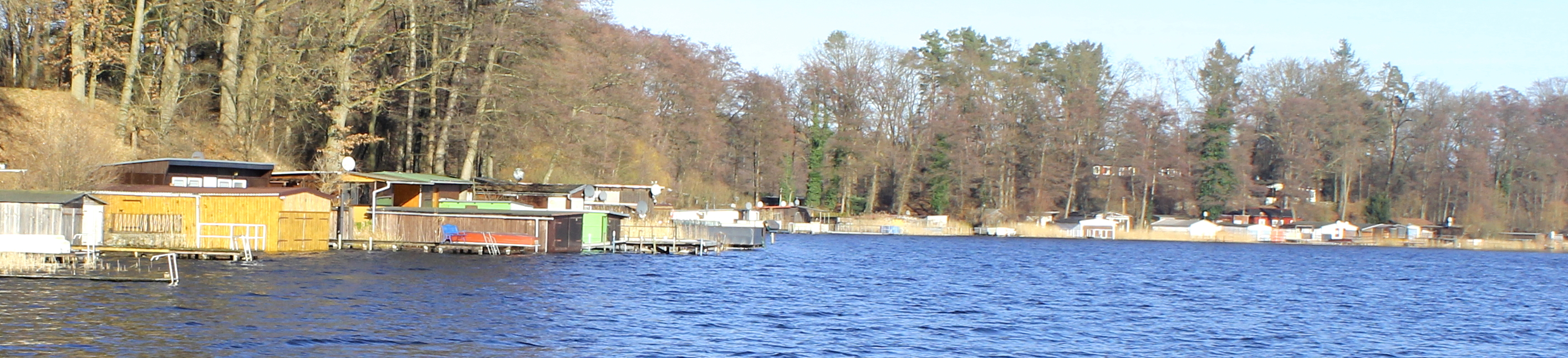
Bootshäuser und Bungalows am Langhagensee

Die Gewässertiefe beträgt maximal neun Meter, im Durchschnitt zwei bis drei Meter mit meist schlammigen Böden. Das Gewässer ist mit kleinen Booten über den im Norden angrenzenden Nebelsee erreichbar. Die Wassertiefe des verbindenden Kanals beträgt bei Niedrigwasser circa 25 cm, die Durchfahrtsbreite ist durch eine Brücke auf etwa zwei Meter beschränkt. Der im Süden abgehende Bach Beek ist nicht befahrbar. Für Wasserwanderer ist deshalb der Langhagensee eine Sackgasse.